# Ив Свит
Ив Свит (англ. Eve Sweet; род. 8 апреля 1995 года, Румыния) — румынская порноактриса. Лауреат премии AVN Awards в категории «Иностранная исполнительница года» (2025).

## Биография
Родилась 8 апреля 1995 года в Румынии, но с двенадцати лет росла в Стране Басков, Испания. Работала переводчицей с румынского на испанский язык, затем — бортпроводницей в железнодорожной компании RENFE. Проработав в RENFE три года, она согласилась на предложение попозировать перед фотографом. Продолжила карьеру фотомодели в Барселоне, где впоследствии познакомилась со своим будущим мужем.
Начала карьеру в индустрии для взрослых в марте 2020 года со съёмок для эротического сайта iStripper. С 2021 года последовали съёмки для порностудий Dorcel, Hentaied, MetArt, Vixen Media Group и других. В вышедшей в июне 2024 года завершающей серии второго сезона порносериала Hotel Vixen Свит впервые снялась в сцене анального секса.
В 2024 году появилась на обложке и развороте сентябрьского выпуска американского журнала Hustler. В декабре этого же года Свит на пару с Агатой Вегой была избрана «ангелом» Vixen.
В конце января 2025 года Свит получила премию AVN Awards в категории «Иностранная исполнительница года».
На март 2025 года снялась в более чем 110 порносценах и фильмах.
На октябрь 2024 года проживала в Париже, Франция. Помимо родного румынского, владеет также испанским, английским и французским языками.

## Награды и номинации
| Список наград и номинаций | Список наград и номинаций | Список наград и номинаций | Список наград и номинаций                                                                                                   | Список наград и номинаций                     |
| Год                       | Награда                   | Результат                 | Категория | Фильм                                         |
| ------------------------- | ------------------------- | ------------------------- | --- | --------------------------------------------- |
| 2022                      | AVN Award                 | Номинация                 | Лесбийская исполнительница года                                                                                             | н/д                                           |
| 2022                      | AVN Award                 | Номинация                 | Лучшая международная лесбийская сцена (вместе с Мэри Рок)                                                                   | Finger Me Deep                                |
| 2022                      | XRCO Award                | Номинация                 | Лесбийская исполнительница года                                                                                             | н/д                                           |
| 2023                      | AVN Award                 | Номинация                 | Лучшая международная лесбийская сцена (вместе с Алиссой Фокси)                                                              | The Camp                                      |
| 2023                      | XBIZ Europa Award         | Номинация                 | Исполнительница года | н/д                                           |
| 2023                      | XBIZ Europa Award         | Номинация                 | Лучшая сцена секса — гламкор (вместе с Аароном Роком)                                                                       | Scorned                                       |
| 2024                      | AVN Award                 | Номинация                 | Награда поклонников: самые впечатляющие сиськи                                                                              | н/д                                           |
| 2024                      | XBIZ Europa Award         | Номинация                 | Исполнительница года | н/д                                           |
| 2024                      | XBIZ Europa Award         | Номинация                 | Лучшая сцена секса — гламкор (вместе с Джеймсом Дювалем)                                                                    | Pornochic: Eve & Clemence                     |
| 2024                      | XBIZ Europa Award         | Номинация                 | Лучшая сцена секса — гламкор (вместе с Агатой Вегой, Альберто Бланко и Мэттью Мейером)                                      | Wagered Affairs                               |
| 2024                      | XBIZ Europa Award         | Победа                    | Лучшая сцена секса — гонзо (вместе с Троем Франсиско)                                                                       | Sweet and Petite Eve Takes BBC All Night Long |
| 2025                      | AVN Award                 | Победа                    | Иностранная исполнительница года                                                                                            | н/д                                           |
| 2025                      | AVN Award                 | Номинация                 | Лучшая международная сцена группового секса (вместе с Агатой Вегой, Альберто Бланко и Мэттью Мейером)                       | Wagered Affairs (из Club VXN 14)              |
| 2025                      | AVN Award                 | Номинация                 | Лучшая оральная сцена (вместе с Литтл Каприс и Марчелло Браво)                                                              | Tinder Date                                   |
| 2025                      | XMA Creator Award         | Номинация                 | Совместный видеоклип года — парень/девушка (вместе с Троем Франсиско)                                                       | н/д                                           |
| 2025                      | XMA Europa Award          | Номинация                 | Исполнительница года | н/д                                           |
| 2025                      | XMA Europa Award          | Номинация                 | Лучшая сцена секса — виньетка (вместе с Хорди Эль Ниньо Поллой и Эллой Хьюз)                                                | Hire a Husband                                |
| 2025                      | XMA Europa Award          | Номинация                 | Лучшая сцена секса — оргия/групповая (вместе с Альберто Бланко, Мартином Спеллом, Мэттью Мейером, Хоуп Хевен и Эшби Уинтер) | Club Vixen Summit                             |
| 2025                      | XMA Europa Award          | Номинация                 | Лучшая сцена секса — оргия/групповая (вместе с Агатой Вегой, Альберто Бланко и Кристианом Клэем)                            | Long Con                                      |
| 2025                      | XMA Europa Award          | Номинация                 | Лучшая сцена секса — полнометражный фильм (вместе с Агатой Вегой и Мэттью Мейером)                                          | Long Con                                      |
| 2025                      | XMA Europa Award          | Номинация                 | Лучшая сцена секса — полнометражный фильм (вместе с Литтл Каприс, Марчелло Браво и Мэттью Мейером)                          | WeCumToYou: Love & Lust                       |

## Избранная фильмография
- 2022 — Club VXN 11[18]
- 2022 — Revenge[19]
- 2022 — Stars 7[20]
- 2023 — Blacked Raw V69[21]
- 2023 — Life Coach[22]
- 2023 — Pornochic: Eve and Clemence[23]
- 2023 — Sirens 3[24]
- 2023 — Young & Beautiful 12[25]
- 2024 — Cravings 3[26]
- 2024 — Hotel Vixen (второй сезон)[27]
- 2024 — Threesomes 4[28]
- 2025 — Long Con[29]
- 2025 — Shalina: Desires of Submission[30]